# Monumento de la Mujer Trabajadora (Tarrasa)
El Monumento de la Mujer Trabajadora se inaugura el 21 de diciembre de 1996. El autor, Andreu Alfaro, busca con este monumento rendir homenaje a la mujer trabajadora tarrasense.
Está situada en la rotonda del cruce entre la carretera de Castellar con las avenidas de Jaime I y de Barcelona, y el paseo Veintidós de Julio, dentro de la ciudad de Tarrasa.
Como estructura, es un largo tirabuzón cónico de unos 40 metros de altura y más de 60 toneladas de peso, hecho en acero corten, formado por dos planos entrelazados estrechándose a medida que la altura aumenta, emulando las trenzas que llevaban las mujeres que trabajaban en las fábricas textiles de la ciudad. En la precariedad de estas fábricas se habían producido numerosos accidentes en que las trenzas de las trabajadoras quedaban enredadas en la maquinaria, matándolas en el acto. El autor honra con este monumento a todas las mujeres trabajadoras de las fábricas textiles de la ciudad de Tarrasa.
Además, por su tipo de material, el monumento adopta tonalidades y colores diferentes según la hora del día.

## Otras esculturas y monumentos urbanos de relevancia en Tarrasa
- 1912 - Monumento a Jover i Alagorda.
- 1913 - Monumento a Bartomeu Amat.
- 1950 - Monumento a Alfons Sala.
- 1956 - Monumento a Mossèn Cinto Verdaguer.
- 1959 - Estatua de Sant Jordi de Donatello.
- 1961 - Monumento a Dr. Fleming.
- 1962 - Monumento a Mossèn Homs.
- 1962 - Víctimes de les Rierades.
- 1968 - Màquina del Tren.
- 1984 - El Drac.
- 1991 - Relacions Teòriques.
- 1992 - Tall (Plaça de l'Aigua).
- 1992 - Tenir Mala Peça al Teler.
- 1992 - Camins.
- 1992 - Columna Rostrada.
- 1993 - Hoquei.
- 1993 - Flama II.
- 1994 - Prét-À-Porter.
- 1995 - Monumento a Antoni Escudé.
- 1996 - Als Difunts.
- 1997 - Ciutadania.

## Otras obras públicas de Andreu Alfaro Hernández
- 1959 - Espacio para una fuente, Colegio Alemán de Valencia.
- 1962 - Cosmos 62, Urbanización de Calpe, frente al Peñón de Ifach.
- 1967 - Homenatge al Mediterrani Urbanización en Avda de Niza, Alicante.
- 1971 - Un arbre per l'any 2000, Plaza Am Plärrer, Núremberg.
- 1972 - Un món per a infants, Museo de Escultura al Aire Libre de la Castellana, Madrid.
- 1974 - Generatriu I, Autopista del Mediterráneo.
- 1974 - Escultura Un nou dia, Av. de la Mar, El Puig.
- 1979 - Lebenskraft, Maguncia.
- 1979 - Escultura Homenatge al Rei Jaume I, Pl. Ayuntamiento El Puig.
- 1981 - Escultura Monumental, Jardines del Hospital General, realizado por encargo de la Diputación.
- 1983 - Escultura per Europa, Plaza Europa, Gerona
- 1984 - Esculturas monumentales, Parc de la Mar, Palma de Mallorca.
- 1986 - El món, Plaza de la República, Fráncfort del Meno.
- 1987 - Monumento a las Américas, Paseo del Empecinado, Burgos.
- 1988 - Obra monumental, Palacio de Justicia de Colonia.
- 1990 - Puerta de la Ilustración, Avenida de la Ilustración, Madrid.
- 1991 - Escultura Monumental conmemorativa del Millenari de Catalunya, cerca del aeropuerto de Barcelona.
- 1992 - Escultura, Ciudad Olímpica de Barcelona, Barcelona.
- 1993 - Escultura en la fachada del Banco Santander, Nueva York
- 1999 - Las Columnas de la UAB, Campus de Bellaterra-Universidad Autónoma de Barcelona.